# 大风刮过
大风刮过（1984年7月29日—），出生于安徽，女，中国大陆網路作家。以“大风刮过”为笔名在晋江文学城网站发表小说, 尤其擅长写耽美小说，广受读者喜爱。其多部小说已在台湾和越南出版。除写小说外，2014年为《爱情公寓4》插曲《虹之间》作词 。

## 主要作品

### 长篇小说
- 《又一春》[3]

- 《江山多少年》[4]

- 《桃花债》[5]

- 《如意蛋》[6]

- 《皇叔》[7]

- 《龙缘》[8]

- 《潘神的宝藏》[9]

- 《张公案》（连载中，部分内容已出版）

- 《不得安宁》（连载中）

- 《皇家二掌柜》（连载中，部分内容已出版）

- 《前夫》（使用笔名：小小蓝章鱼）

- 《绿水青山》（暂停更新）

### 短篇小说
- 《你是我的妖怪》

- 《无为长悠》

- 《龙龟》

- 《月夜精灵》

- 《凤凰的饲养方法》

- 《染香扇》

- 《遇狼》

- 《游戏意外》

- 《神仙兽》

- 《猴缘》

- 《阿轻》

## 作品改编
- 《如意蛋》被改编成漫画，画手为ZQQ虹。[10]

- 《江山多少年》被改编成漫画，画手为三千笑容。[11]

- 《又一春》即将被杂志《菠萝蜜》旗下团队改编成漫画。